# Sarigan
Sarigan è un'isola vulcanica dell'oceano Pacifico dell'arcipelago delle Isole Marianne.
L'isola ha una superficie di 4.966 km²,  ed è disabitata a causa dell'elevata attività vulcanica. Amministrativamente appartiene alla municipalità Isole Settentrionali delle Isole Marianne Settentrionali.
Dal 1900 al 1945 l'isola è stata utilizzata per la produzione di copra.
L'isola è ricoperta da una fitta vegetazione, e dal 1990 è diventata una riserva naturale per la ripopolazione della fauna.